# Kirche Münchenbuchsee

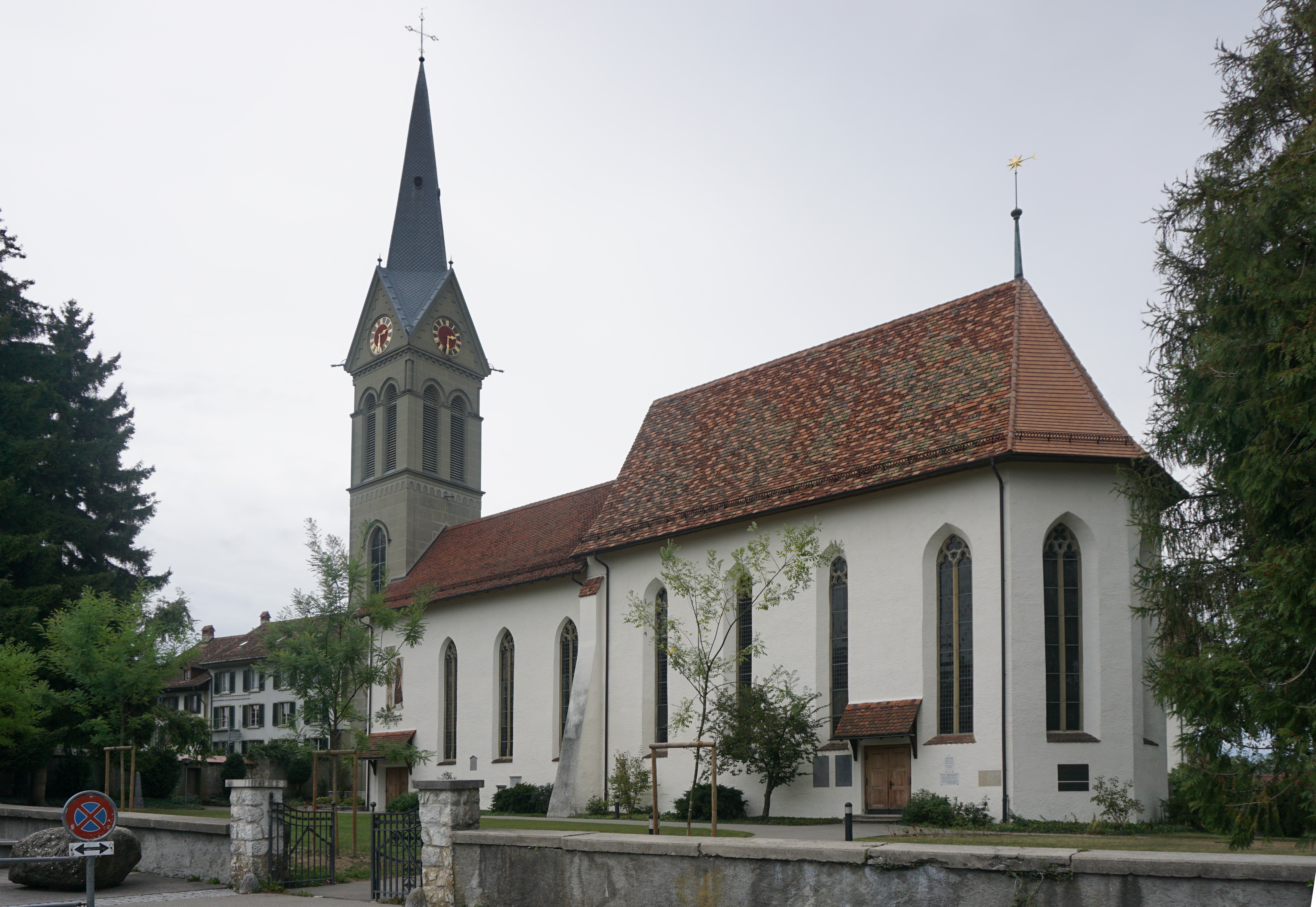
Die Kirche von Münchenbuchsee von Südosten

Die Kirche Münchenbuchsee  war im 12. Jahrhundert Eigenkirche der Herren von Buchsee und diente dreihundert Jahre lang als Johanniterkirche der Kommende Münchenbuchsee. Heute ist sie die Dorfkirche der evangelisch-reformierten Kirchgemeinde Münchenbuchsee-Moosseedorf mit den politischen Gemeinden Münchenbuchsee, Diemerswil, Deisswil, Wiggiswil und Moosseedorf mit eigener Kirche.

## Geschichte
Nach drei Pilgerfahrten aus dem Heiligen Land zurückgekehrt, vermachte der kinderlose Ritter Cuno von Buchsee dem Johanniterorden seinen Besitz mit Kirche, Burg und Dorf Buchsee, mit weiteren Gütern im Wankdorf und Worblaufen, sowie Rebbergen am Bielersee. Der Orden sollte am Ort ein Hospital gründen und einen Konvent mit Ordensbrüdern besetzen. Der Stifter selbst war 1185 Bruder in der Johanniterkommende Hohenrain (LU).
Die Kirche stifte er dem Ordenspatron Johannes dem Täufer. Im Laufe der Jahrhunderte hat sich das Patronat geändert, denn 1495 war sie der Heiligen Dreifaltigkeit geweiht. Bis zur Reformation war der Chor den Ordensbrüdern und der Priesterschaft vorbehalten, das gemeine Volk wohnte im bescheidener ausgestatteten Schiff der Messe bei. Mit der Säkularisation des Klosters ging auch der Chor in den Besitz des Staats über. Fortan befanden sich im Chor die Prädikanten, die Landvögte und ausgewählte Persönlichkeiten, das Volk war angehalten zu regelmässigem Predigtbesuch und sittlichem Verhalten. Darüber wachte die Behörde und ein Heimlicher brachte die Fehlbaren dem im Chor zweiwöchentlich tagenden Chorgericht zur Aburteilung. Über Straftaten öffentlichen Rechts wurde unter der 1887 gefällten Gerichtslinde bei der Kirche vom Landgericht Zollikofen geurteilt.
Seit 1966 feiert auch die römisch-katholische Gemeinde in der Kirche ihre Gottesdienste.

## Baugeschichte
Die wechselvolle Baugeschichte der Kirche ist bereits von aussen gut sichtbar, wie am zum Kirchenschiff überhöhten spätgotischen Chor und dem im historisierenden Stil westlich angebauten Turm. Mit einem romanischen runden Choranbau an das noch bestehende Kirchenschiff und dem vermutlich mit einem Käsbissendach gedeckten Turm an der Nordseite dürfte die Kirche ähnlich der Kirche von Einigen oder Bremgarten BE ausgesehen haben. Der Architekt SIA, Paul Riesen (1882–1958), hat nach Aufzeichnungen in alten Dokumenten und anhand von Rechnungen und Belegen ein ungefähres Bild der Bauten erstellt und nach seinen Planaufnahmen Aquarelle des Bauwerks erstellt. Im 13. Jahrhundert wurde der lange und hohe Chor als Ordenskirche der Johanniter neu erbaut. Vermutlich plante man, das Kirchenschiff später in gleichen Ausmassen nach Westen weiter zu bauen, was aber wohl die finanziellen Möglichkeiten der Kommende überschritt. Sie mussten ihr Mutterhaus auf Rhodos finanziell und personell beim Kampf gegen die Türken unterstützen.

Münchenbuchsee, Pfarrhaus und Kirche, Jakob Samuel Weibel, um 1825

Das Johanniterkonvent verarmte und die Kirche behielt ihre bestehende Form. Der Turm erhielt vermutlich 1460 bis 1480 zur Aufnahme der neuen Glocken den für bernische Landkirchen typischen Helm, wie er noch auf dem Bild von Samuel Weibel zu sehen ist.
Nach der Reformation wurde die Kirche zum Predigtsaal umgestaltet. 1630 veranlasste der Landvogt Hans Dick eine Renovation der Kirche.
Mit dem Abbruch des gotischen Turms an der Nordseite und dem Neubau des Glockenturms an der Westfassade 1891 erhielt die Kirche ihre heutige Gestalt. Den Entwurf des Turms machte Kantonsbaumeister Stempowski, die Baumeisterarbeiten führte der ortsansässige Johann Kästli mit dem Zimmermann Jakob Kästli aus.

## Ausstattung
Den Abendmahlstisch aus Sandstein ließ Landvogt Dick 1630 aufstellen. Der reich verzierte Fuss unbekannter Herkunft besteht aus vier vermutlich für einen anderen Zweck vorgesehenen Konsolen. Die Tischplatte trägt einen Bibelspruch und die Wappen der Landvogtei sowie die Familienwappen des Landvogtehepaars Hans Dick und Ester, geborene Thierstein.
Das schlichte gotische Chorgestühl wurde schon von den Johannitern benutzt und könnte bereits um 1300 entstanden sein. Die vier reich geschnitzten Sitze an der Nordseite wurden 1630 für die Landvogtfamilie geschaffen. Der Berner Architekt Henry Berchtold von Fischer-Reichenbach, Ehrenbailli des Souveränen Malteserordens der Schweiz, liess 1929 an einem der Chorstühle ein Kirchenortschild anbringen, welches er einem seiner Vorfahren, dem „Commenthur Henrico Piscatori Johanniterhaus Buchsee“ widmete.
Die Renaissance-Kanzel – ebenfalls 1630 durch Landvogt Dick aufgestellt stammt aus einer anderen Kirche und ist wesentlich älter als die Jahreszahl und das Wappen an der Brüstung angeben.
Fünf Grabplatten, davon sind vier an den Chorwänden aufgestellt, wurden 1908 unter dem Bretterboden im Chor gefunden. Sie erinnern an die Landvögte und deren Angehörige: Johann Holzer (1627–1678), Margaretha Tscharner-von Werdt, Mutter des Johann Georg von Werdt (1648–1693), Susanna Dorothea von Erlach, Gattin des Johann Rudolf von Erlach (1633–1711), Barbara Wyttenbach, Gattin des Jakob von Wyttenbach (1697–1752) und Johann Rudolf von Sinner (1699–1747).
An der Nordwand ist eine Gedenktafel für den Komtur Johannes von Ow eingemauert, der 1481 in Buchsee starb, nachdem er von 1454 bis 1464 Grossmeister in Rhodos war.

### Die Glasmalereien
In allen ursprünglich elf Chorfenstern befanden sich wertvolle mittelalterliche bemalte Scheiben, die aber im Laufe der Jahrhunderte teilweise verloren gingen. 1901 wurden die verbliebenen Glasfenster, unter der Leitung des Luzerner Kunsthistorikers Joseph Zemp (1869–1942), durch Emil Gerster aus Lyss renoviert und neu angeordnet. Die zweigeteilten hohen gotischen Fenster befinden sich im Chorabschluss. An der Südwand sind neuzeitliche Scheiben eingebaut.
Das linke Apsisfenster enthält Weinranken, die aus den Mäulern drachenähnlicher Tiere emporwachsen. Auf rotem und blauem Grund, mit Blättern, Trauben und Vögeln besetzt, reicht das Rankenwerk über die gesamte Höhe der Fenster.
Im Mittelfenster aus dem beginnenden 14. Jahrhundert ist die Passion Christi dargestellt. Nach Ellen Beer bestand die Bildfolge aus ursprünglich zwölf Szenen. Erhalten sind: Geisselung, Dornenkrönung, Kreuztragung, Kreuzigung, Auferstehung und Himmelfahrt. Unten beginnt die Folge ornamental mit Sonne, Stern und Blattwerk in zwei Feldern, darüber die Passionsbilder, oben abgeschlossen von der thronenden Madonna mit Kind und daneben der heiligen Katharina mit dem Rad, Schwert und Palmwedel. Beide sind mit Tabernakelscheiben bekrönt.
Aus dem ausgehenden 13. Jahrhundert stammen die Malereien des südlichen Fensters. Die unteren Felder sind Kopien der originalen Scheiben darüber, mit Sonne und Stern auf rotem oder blauem Grund. In den Feldern der dritten Reihe ist links ein Johanniterbruder dargestellt, der als Kuno von Buchsee bezeichnet wird und rechts daneben Petrus, der Schutzherr von Rhodos, mit dem Schlüssel.
In den Nischen darüber ist Johannes der Täufer dargestellt. In der fünften Reihe ist Maria Magdalena mit der Salbenbüchse und die heilige Agnes als Königin mit Zepter und einem modern ergänzten Lamm dargestellt. Nach oben ist die Bilderfolge durch zwei Fialen mit Kreuzblume abgeschlossen.
An den schmalen südlichen Fenstern befindet sich ein weiteres Johannesbild. Grösser als bei den anderen Darstellungen ist Johannes der Täufer in schönen Gewändern mit Heiligenschein dargestellt, dazu eine kleine unbekannte Stifterfigur in der rechten Ecke.
Im weiteren Fenster sind in einem runden Medaillon die neu zusammengesetzten Berner Wappen mit dem Reichsadler aus einer ehemaligen Bern-RychScheibe und eine vom Seckelmeister Daniel Lerber gestiftete Wappenscheibe mit der Allegorie der Gerechtigkeit.

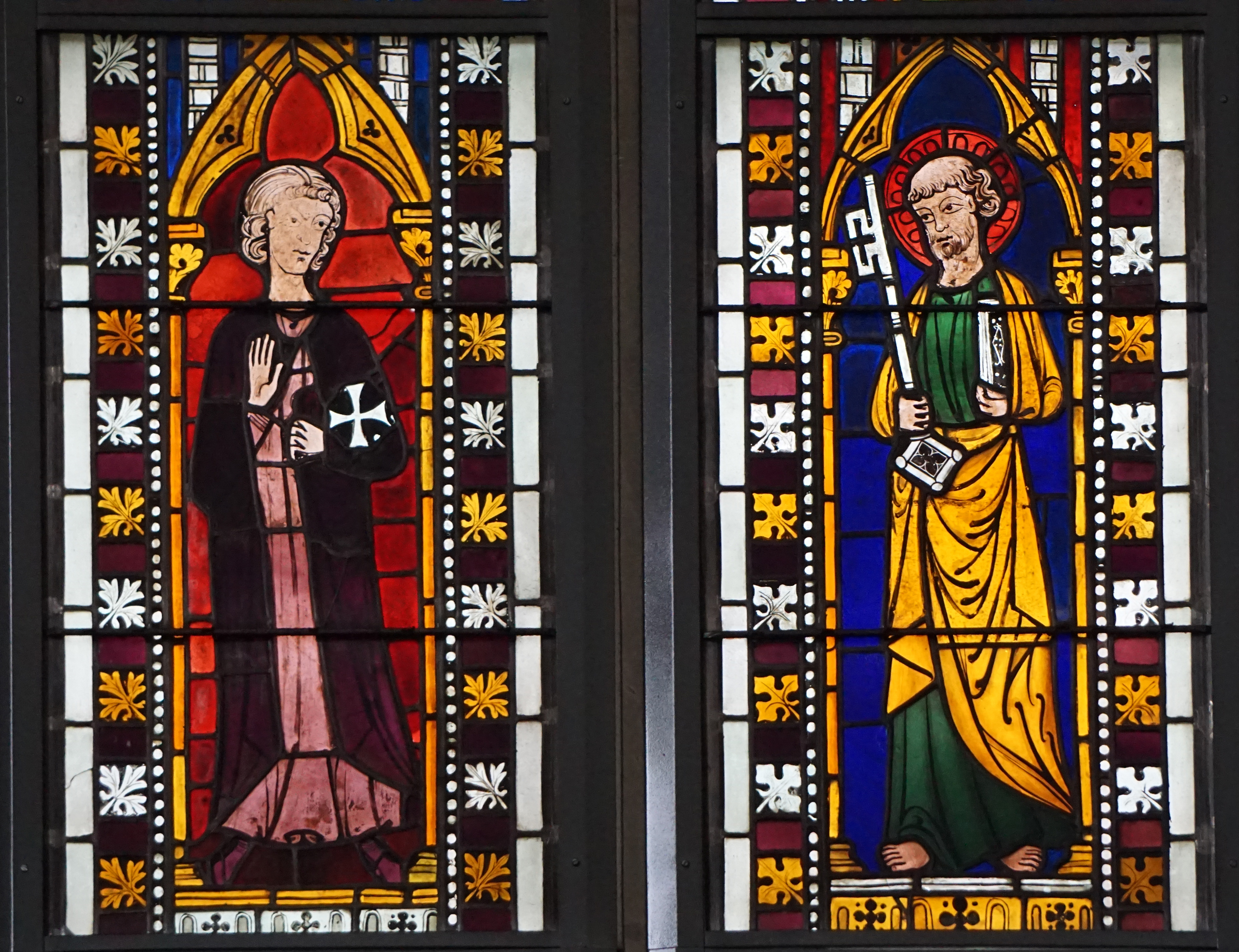
Johanniterbruder auch als der Stifter Kuno von Buchsee bezeichnet sowie Apostel Petrus
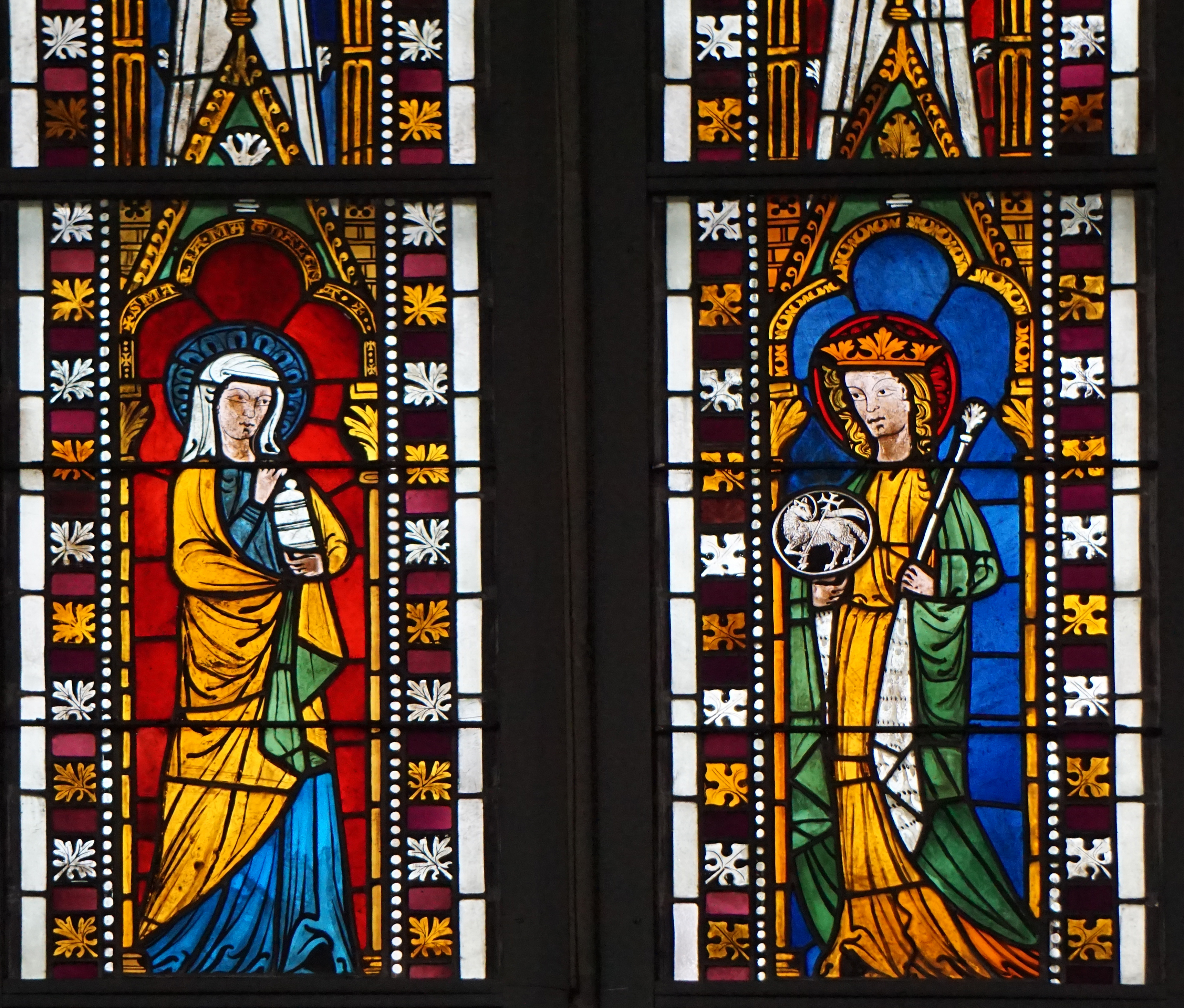
Maria Magdalena mit Salbenbüchse und Heilige Agnes
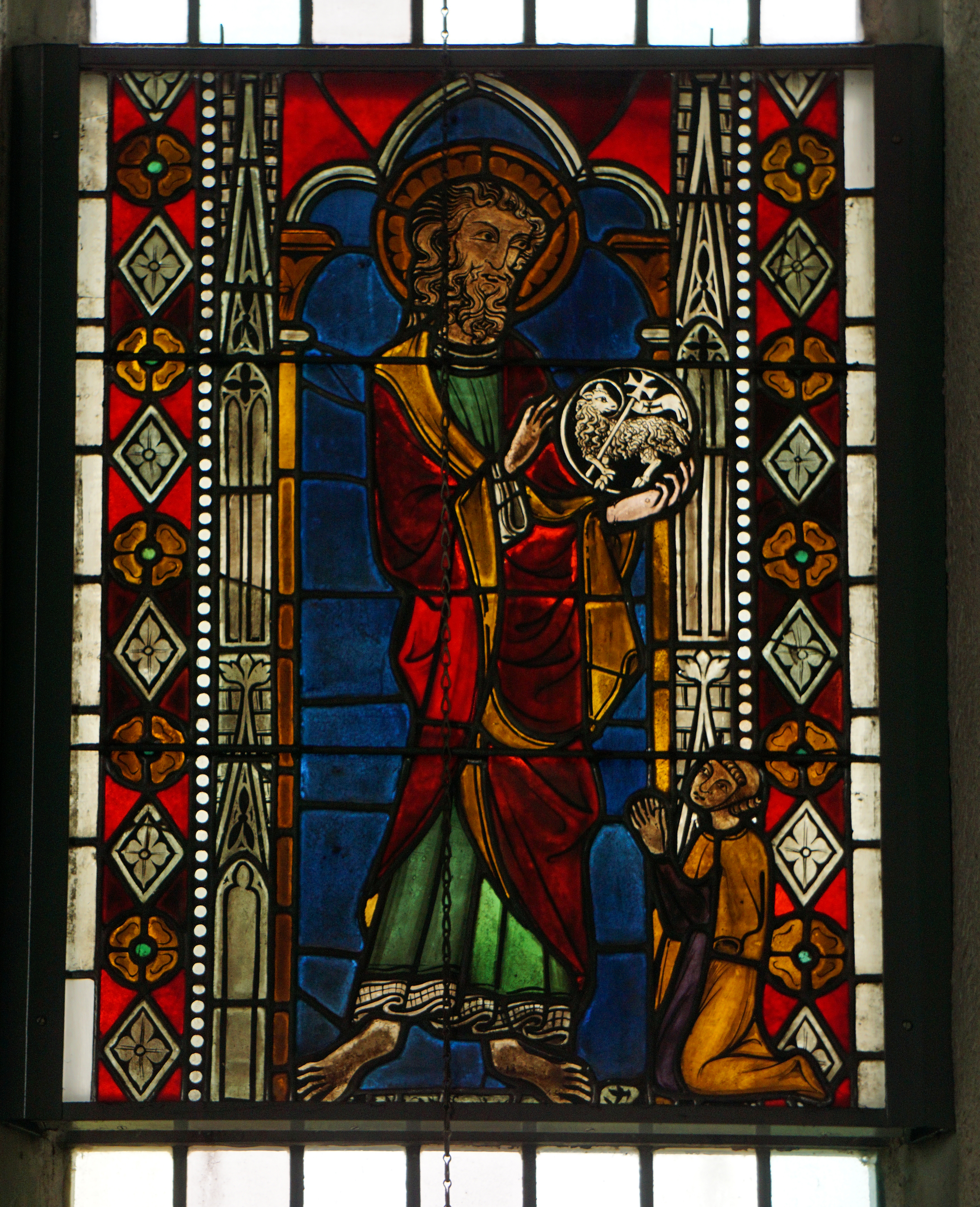
Johannes der Täufer mit Lamm im Festgewand
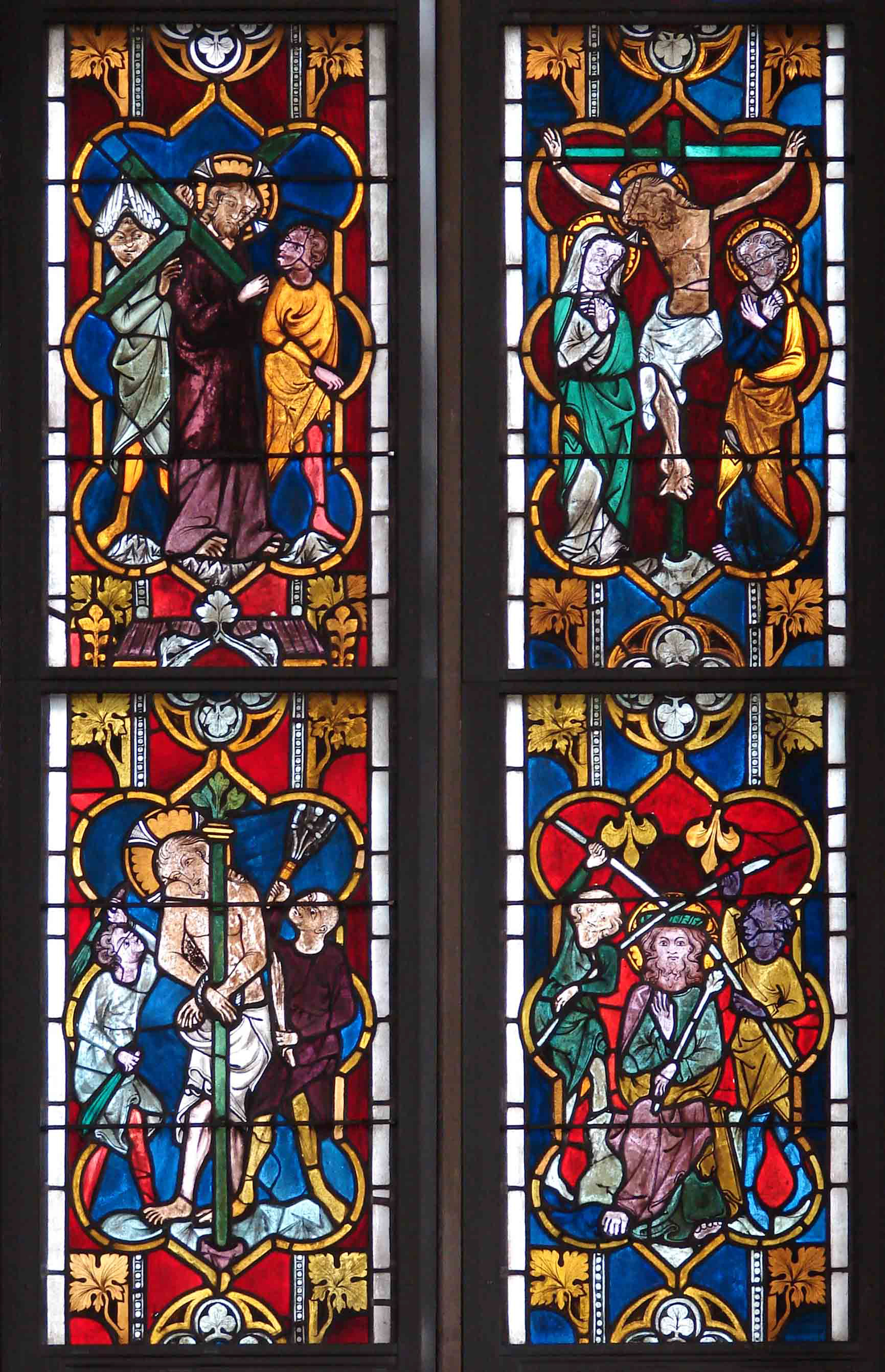
Passion Christi, Fenster unten
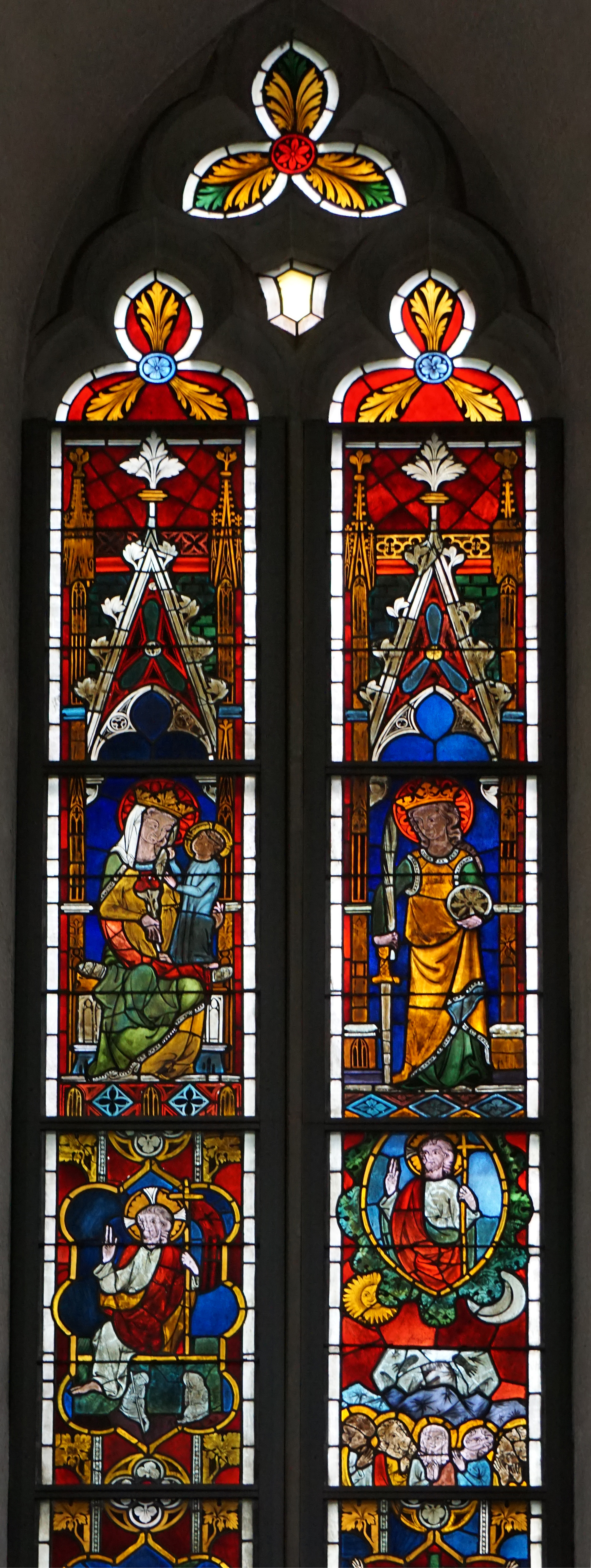
Passion, Fenster oben. Auferstehung, Himmelfahrt, Maria mit Kind und Katharina

### Die Glocken
Die drei alten Glocken von vor 1480 trugen Inschriften in gotischen Minuskeln. Die grössere: „MEMENTEM SANCTAM SPONTANEAM, HONOREM DEO ET PATRIE LIBERTATIONEM“ (Singe den heiligen und willigen Sinn, verkünde Gott die Ehre und dem Vaterland die Befreiung). Ein Spruch der auch anderen Orts auf Glocken zu finden ist. Die zweite: „O REX GLORIE KRISTE VENI MICHI CUM PACE“ (O König der Herrlichkeit, Christus, komm zu mir mit Frieden).
Die kleinste und vermutlich älteste Glocke trug keine Inschrift. Diese Glocken mit 729 kg wurden nach dem Abbruch des alten Turms in Aarau eingeschmolzen. Für den neuen Glockenturm goss die Glockengiesserei H. Rüetschi in Aarau fünf von Gemeindebürgern gestiftete Glocken. Am 15. November 1891 läuteten die alten und die neuen Glocken gemeinsam zur Einweihung, denn der alte Turm wurde erst anschliessend abgebrochen.

### Die Orgeln

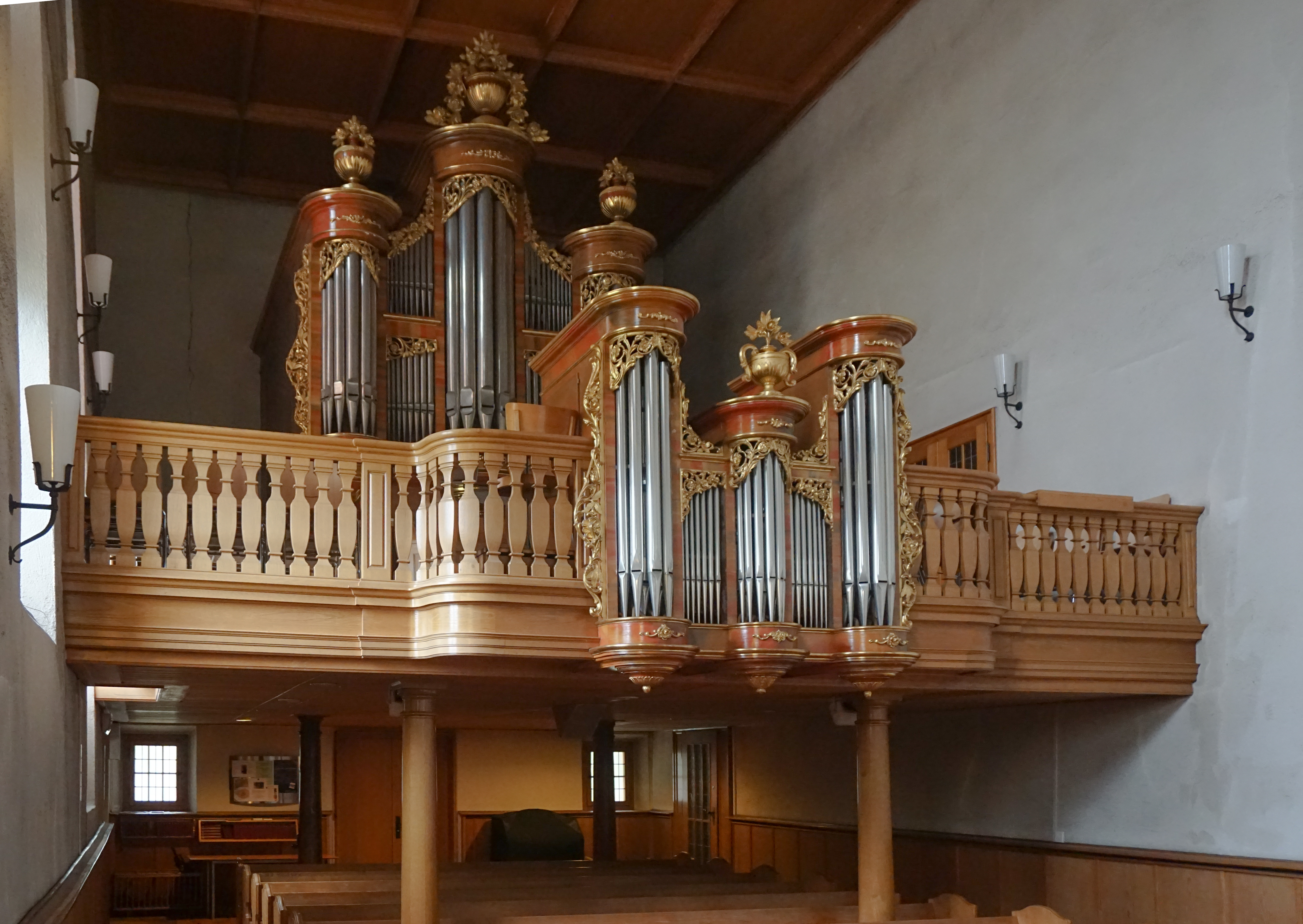
Orgelprospekt mit Rückpositiv der Kirche Münchenbuchsee

Die älteste Erwähnung einer Orgel war 1529/30 auf einer Abrechnung des ersten Landvogts Andreas Zeender für den Abbruch der Orgel und einer Behausung für den Prädikanten. Also eine erste Massnahme der Reformation.
1837 baute Mathias Schneider von Trubschachen (1775–1838) eine spätbarocke Orgel mit drei Türmen auf der 1616 errichteten Empore. Die vergoldeten Verzierungen für das Orgelgehäuse fertigte der Bildhauer Joseph Amberger aus dem Luzernischen und die gedrechselten Urnen stellte Jakob Häberli her.
Das Instrument diente den Seminaristen von Hofwil zum Studium und musste 1877 vom Orgelbauer Weber aus Bern repariert werden.
Der Orgelbauer J. Zimmermann aus Basel baute 1908 die Orgel von einem mechanischen zu einem pneumatischen Werk um.
1968 wurde ein neues Orgelwerk durch Orgelbau Genf eingebaut und mit einem Rückpositiv im gleichen Barockstil an der erweiterten Emporenbrüstung ergänzt. Mit drei Manualen und Pedal mit 35 Registern stellt der Prospekt „eine der beglückendsten Orgellösungen des Kantonsgebietes“ dar.